# Saison 2009-2010 du Celtic Football Club
 (novembre 2024).
Si vous disposez d'ouvrages ou d'articles de référence ou si vous connaissez des sites web de qualité traitant du thème abordé ici, merci de compléter l'article en donnant les références utiles à sa vérifiabilité et en les liant à la section « Notes et références ».
Maillots
Chronologie
Saison précédente Saison suivante
En 2009-2010 le Celtic Football Club joue sa 113e saison consécutive en première division du championnat d'Écosse de football. Le club dispute aussi les deux principales coupes nationales, la Coupe d'Écosse de football et la Coupe de la Ligue d'Écosse de football. Grâce à sa deuxième place obtenue au terme de la saison 2008-2009, le Celtic participe aussi à la Ligue des champions et commence la compétition au troisième tour de qualification.
Le Celtic commence sa campagne 2009-2010 en disputant la Wembley Cup qui sert le mise au point de l'équipe en vue de la Ligue des champions. Le premier match officiel de la saison a lieu le 29 juillet 2009 ; c'est un match de tour préliminaire de la Ligue des Champions contre le club russe du Dynamo Moscou. Le Celtic est battu 0-1 à domicile. L'équipe écossaise se rattrape une semaine plus tard en allant l'emporter à Moscou sur le score de 2-0 permettant ainsi au Celtic de se qualifier pour le deuxième tour de qualification. Cette victoire à Moscou est la première victoire du club à l'extérieur en Ligue des champions depuis un 1-0 obtenu en Hongrie contre le MTK Hungaria en 2003. Le Celtic se voit en suite attribué Arsenal FC comme adversaire au tour suivant.
Entre ces matchs de Ligue des champions, le Celtic commence le championnat d'Écosse par une victoire 3-1 sur Aberdeen FC au Pittodrie Stadium. 

## Pré-saison & matches amicaux
| Date       | Adversaire        | Division | Lieu                                   | Score | Buteurs du Celtic                                              | Spectateurs |
| 12/07/2009 | Brisbane Roar FC  | 1        | Suncorpe Stadium, Brisbane             | 3 - 0 | Killen (39e, 41e), Mizuno (50e)                                |             |
| 22/07/2009 | Cardiff City      | 2        | Cardiff City Stadium, Cardiff          | 0 - 0 |                                                                |             |
| 24/07/2009 | Al Ahly SC        | 1        | Wembley Stadium, Londres               | 5 - 0 | Donati (31e), McDonald (38e, 58e), Maloney (49e), Killen (82e) |             |
| 26/07/2009 | Tottenham Hotspur | 1        | Wembley Stadium, Londres               | 2 - 0 | Killen (9e), Samaras (40e)                                     |             |
| 01/08/2009 | Sunderland AFC    | 1        | Celtic Park, Glasgow                   | 1 - 2 | Crosas (68e)                                                   |             |
| 08/08/2009 | Manchester City   | 1        | City of Manchester Stadium, Manchester | 1 - 2 | Killen (24e)                                                   |             |
| 03/09/2009 | SL Benfica        | 1        | BMO Field, Toronto                     | 1 - 3 | McGowan (45e)                                                  |             |
| 09/09/2009 | Cork City         | 1        | Turner's Cross, Cork                   | 1 - 0 | McCourt (11e)                                                  |             |

## Scottish Premier League
- 1. (15/08/2009) Aberdeen - Celtic 1-3 (0-3)	: A. McGeady (29e, 42e), S. McDonald (44e)
- 2. (22/08/2009) Celtic - Saint Johnstone 5-2 (2-1) : M. Fortuné (21e, 51e), S. Maloney (28e, 53e), S. McDonald (74e)
- 3. (30/08/2009) Hibernian - Celtic 0-1 (0-1) : G. Samaras (41e)
- 4. (12/09/2009) Celtic - Dundee United 1-1 (1-1) : S. McDonald (17e)
- 5. (20/09/2009) Celtic - Heart of Midlothian 2-1 (0-1) : C. Killen (56e), G. Loovens (90e)
- 6. (26/09/2009) Saint Mirren - Celtic 0-2 (0-1) : P. McCourt (27e), S. Maloney (78e)
- 7. (04/10/2009) Rangers - Celtic 2-1 (2-1) : A. McGeady (25e sp)
- 8. (17/10/2009) Celtic - Motherwell 0-0 (0-0)
- 9. (25/10/2009) Hamilton Academical - Celtic 1-2 (0-2) : S. Maloney (15e), S. McDonald (29e)
- 10. (31/10/2009) Celtic - Kilmarnock 3-0 (2-0) : A. McGeady (13e), G. Samaras (32e), N. McGinn (78e)
- 11. (07/11/2009) Falkirk - Celtic 3-3 (0-0) : G. Caldwell (55e), S. McDonald (71e, 79e)
- 12. (22/11/2009) Dundee United - Celtic 2-1 (0-0) : B. Robson (71e sp)
- 13. (28/11/2009) Celtic - Saint Mirren 3-1 (2-1) : S. McDonald (39e, 61e), G. Samaras (42e)
- 14. (05/12/2009) Celtic - Aberdeen 3-0 (1-0) : S. McDonald (39e), G. Samaras (52e, 76e)
- 15. (12/12/2009) Motherwell - Celtic 2-3 (2-1) : G. Samaras (15e), A. McGeady (52e), M. Fortuné (79e)
- 16. (20/12/2009) Heart of Midlothian - Celtic 2-1 (1-1) : G. Samaras (21e)
- 17. (26/12/2009) Celtic - Hamilton Academical 2-0 (1-0) : G. Loovens (14e), N. McGinn (90e)
- 19. (03/01/2010) Celtic - Rangers 1-1 (0-0) : S. McDonald (78e)
- 20. (16/01/2010) Celtic - Falkirk 1-1 (1-1) : G. Samaras (40e)
- 21. (24/01/2010) Saint Johnstone - Celtic 1-4 (1-0) : M. Fortuné (64e, 81e), G. Samaras (77e), P. McCourt (86e)
- 22. (27/01/2010) Celtic - Hibernian 1-2 (1-1) : M. Fortuné (5e)
- 23. (30/01/2010) Hamilton Academical - Celtic 0-1 (0-0) : M. Rasmussen (67e)
- 18. (02/02/2010) Kilmarnock - Celtic 1-0 (0-0)
- 24. (10/02/2010) Celtic - Heart of Midlothian 2-0 (0-0) : G. Loovens (49e), M. Fortuné (50e)
- 25. (13/02/2010) Aberdeen - Celtic 4-4 (2-2) : D. Kamara (3e), M. Fortuné (36e), R. Keane (65e), A. McGeady (72e)
- 26. (20/02/2010) Celtic - Dundee United 1-0 (1-0) : R. Keane (20e)
- 27. (28/02/2010) Rangers - Celtic 1-0 (0-0)
- 28. (07/03/2010) Falkirk - Celtic 0-2 (0-1) : R. Keane (34e, 79e)
- 29. (20/03/2010) Celtic - Saint Johnstone 3-0 (1-0) : J. Thompson (16e), R. Keane (67e sp), G. Samaras (87e)
- 30. (24/03/2010) Saint Mirren - Celtic 4-0 (1-0)
- 31. (27/03/2010) Celtic - Kilmarnock 3-1 (1-0) : R. Keane (37e, 62e), S. Brown (66e)
- 32. (04/04/2010) Hibernian - Celtic 0-1 (0-0) : R. Keane (62e sp)
- 33. (13/04/2010) Celtic - Motherwell 2-1 (0-0) : J. Thompson (50e, 78e)
- 34. (17/04/2010) Celtic - Hibernian 3-2 (1-1) : R. Keane (4e), M. Fortuné (80e), M. Rasmussen (87e)
- 35. (25/04/2010) Dundee Utd - Celtic 0-2 (0-1) : D. Kamara (30e), R. Keane (90e)
- 36. (01/05/2010) Celtic - Motherwell 4-0 (0-0) : A. McGeady (48e) , D. O'Dea (78e), J. Forrest (87e), R. Keane (90e)
- 37. (04/05/2010) Celtic - Rangers 2-1 (2-1) : L. Naylor (8e), M. Fortuné (45e)
- 38. (09/05/2010) Heart of Midlothian - Celtic 1-2 (1-1) : R. Keane (23e), Z. Zhi (61e)

## Coupe d'Europe

### Ligue des champions (tour Préliminaire & tour de Play Off)
- 1. (28/07/2009) Celtic - Dinamo Moscou 0-1 (0-1)
- 2. (05/08/2009) Dinamo Moscou - Celtic 0-2 (0-1) : S. McDonald (45e), G. Samaras (90e)
- 3. (18/08/2009) Celtic - Arsenal 0-2 (0-2)
- 4. (26/08/2009) Arsenal - Celtic 3-1 (2-0) : M. Donati (90e)

### Ligue Europa
- 1. (17/09/2009) Hapoel Tel-Aviv - Celtic 2-1 (0-1) : G. Samaras (25e)
- 2. (01/10/2009) Celtic - Rapid Wien 1-1 (1-1) : S. McDonald (21e)
- 3. (22/10/2009) Celtic - Hamburger SV 0-1 (0-0)
- 4. (05/11/2009) Hamburger SV - Celtic 0-0 (0-0)
- 5. (02/12/2009) Celtic - Hapoel Tel-Aviv 2-0 (1-0) : G. Samaras (22e), B. Robson (68e)
- 6. (17/12/2009) Rapid Wien - Celtic 3-3 (3-1) : M. Fortuné (24e, 67e), P. McGowan (90e)

## League Cup
- 1/8 (22/09/2009) Falkirk - Celtic 0-4 (0-1) : S. McDonald (28e, 53e), P. McCourt (64e), C. Killen (73e)
- 1/4 (28/10/2009) Celtic - Heart of Midlothian 0-1 (0-0)

## FA Cup
- 1/16 (19/01/2010) Greenock Morton (D2) - Celtic 0-1 (0-1) : N. McGinn (35e)
- 1/8 (06/02/2010) Dunfermline Athletic (D2) - Celtic 2-4 (2-2) : D. Kamara (20e), M. Rasmussen (43e), C. Woods (59e csc), R. Keane (68e sp)
- 1/4 (13/03/2010) Kilmarnock - Celtic 0-3 (0-0) : R. Keane (64e, 81e, 82e)

Finale et demi-finale à Hampden Park
- 1/2 (10/04/2010) Celtic - Ross County (D2) 0-2 (0-0)

## Statistiques des Joueurs
mise à jour le 13 mai 2010 à 22h30, après 38 matches de SPL, 2 matches de coupe de la ligue, 4 matches de coupe d'Écosse & 10 matches de coupe d'Europe
(Note : Matches amicaux non compris)
| N° de maillot | Joueur (Poste)             | Min. jouées | Tit. (Remp.) | Non util. | Buts | CJ | CR |
| ------------- | -------------------------- | ----------- | ------------ | --------- | ---- | -- | -- |
| 46            | Aiden McGeady (MIL)        | 4163        | 48 (2)       | 0         | 7    | 10 | 1  |
| 2             | Andreas Hinkel (DEF)       | 3584        | 41 (1)       | 4         | 0    | 4  | 0  |
| 6             | Landry N'Guemo (MIL)       | 3469        | 43           | 0         | 0    | 9  | 0  |
| 1             | Artur Boruc (GB)           | 3382        | 38           | 4         | 0    | 1  | 0  |
| 9             | Georgios Samaras (ATT)     | 2623        | 28 (17)      | 4         | 13   | 4  | 0  |
| 10            | Marc-Antoine Fortuné (ATT) | 2557        | 28 (12)      | 0         | 12   | 2  | 0  |
| 22            | Glenn Loovens (DEF)        | 2464        | 30           | 3         | 2    | 4  | 0  |
| 8             | Scott Brown (MIL)          | 2374        | 27 (3)       | 0         | 1    | 7  | 1  |
| 5             | Gary Caldwell (DEF)        | 2146        | 25           | 3         | 1    | 3  | 1  |
| 7             | Scott McDonald (ATT)       | 2109        | 24 (5)       | 1         | 14   | 2  | 0  |
| 11            | Daniel Fox (DEF)           | 2081        | 23 (1)       | 0         | 0    | 4  | 0  |
| 48            | Darren O'Dea (DEF)         | 1861        | 19 (4)       | 4         | 1    | 5  | 1  |
| 17            | Marc Crosas (MIL)          | 1852        | 22 (4)       | 21        | 0    | 0  | 0  |
| 38            | Josh Thompson (DEF)        | 1808        | 19 (2)       | 9         | 3    | 1  | 0  |
| 7             | Robbie Keane (ATT)         | 1681        | 17 (2)       | 0         | 16   | 1  | 0  |
| 24            | Łukasz Załuska (GB)        | 1478        | 16 (1)       | 37        | 0    | 0  | 0  |
| 3             | Lee Naylor (DEF)           | 1399        | 15 (4)       | 7         | 1    | 2  | 0  |
| 13            | Shaun Maloney (ATT/MIL)    | 1311        | 16 (1)       | 0         | 4    | 1  | 0  |
| 4             | Stephen McManus (DEF)      | 1122        | 12 (2)       | 7         | 0    | 2  | 1  |
| 12            | Mark Wilson (DEF)          | 1105        | 12 (3)       | 12        | 0    | 2  | 0  |
| 19            | Barry Robson (MIL)         | 1076        | 13 (1)       | 2         | 2    | 4  | 0  |
| 27            | Zheng Zhi (MIL)            | 977         | 11 (8)       | 8         | 1    | 1  | 0  |
| 21            | Edson Braafheid (DEF)      | 959         | 11 (1)       | 4         | 0    | 1  | 0  |
| 14            | Niall McGinn (MIL)         | 931         | 8 (16)       | 6         | 3    | 0  | 0  |
| 11            | Diomansy Kamara (ATT)      | 787         | 9 (1)        | 0         | 3    | 1  | 0  |
| 52            | Paul Caddis (DEF)          | 697         | 6 (7)        | 21        | 0    | 1  | 0  |
| 18            | Ki Sung-Yong (MIL)         | 547         | 5 (5)        | 7         | 0    | 0  | 0  |
| 20            | Pat McCourt (MIL)          | 517         | 4 (10)       | 7         | 3    | 0  | 0  |
| 19            | Morten Rasmussen (ATT)     | 451         | 4 (9)        | 7         | 3    | 1  | 0  |
| 18            | Massimo Donati (MIL)       | 447         | 6            | 0         | 1    | 0  | 0  |
| 33            | Chris Killen (ATT)         | 414         | 4 (7)        | 3         | 2    | 2  | 0  |
| 55            | Paul McGowan (ATT)         | 299         | 3 (3)        | 7         | 1    | 0  | 0  |
| 16            | Willo Flood (DEF)          | 208         | 2 (2)        | 3         | 0    | 0  | 0  |
| 25            | Thomas Rogne (DEF)         | 182         | 3 (1)        | 1         | 0    | 0  | 0  |
| 16            | Jos Hooiveld (DEF)         | 143         | 2            | 1         | 0    | 0  | 0  |
| 29            | Koki Mizuno (MIL)          | 28          | 0 (2)        | 3         | 0    | 0  | 0  |
| 38            | Graham Carey (MIL)         | 14          | 0 (1)        | 6         | 0    | 0  | 0  |
| 49            | James Forrest (MIL)        | 11          | 0 (2)        | 7         | 1    | 0  | 0  |
| 47            | Dominic Cervi (GB)         | 0           | 0            | 12        | 0    | 0  | 0  |
| 53            | Simon Ferry (DEF)          | 0           | 0            | 2         | 0    | 0  | 0  |
| 34            | Daniel Lafferty (DEF)      | 0           | 0            | 1         | 0    | 0  | 0  |
| 15            | Milan Mišůn (DEF)          | 0           | 0            | 0         | 0    | 0  | 0  |
| 26            | Cillian Sheridan (ATT)     | 0           | 0            | 0         | 0    | 0  | 0  |
| 36            | Ben Hutchinson (ATT)       | 0           | 0            | 0         | 0    | 0  | 0  |
| 54            | Ryan Conroy (MIL/DEF)      | 0           | 0            | 0         | 0    | 0  | 0  |
| 62            | Scott Fox (GB)             | 0           | 0            | 0         | 0    | 0  | 0  |